# Eduardo Aguirre (futbolista)
Eduardo Daniel Aguirre Lara (San Pedro, Coahuila, México; 3 de agosto de 1998), es un futbolista mexicano, juega como delantero y su actual equipo es el Atlas Fútbol Club de la Primera División de México.

## Trayectoria
Comenzó jugando con el equipo sub-15 del Club Santos Laguna en 2013, participó en dos torneos de la categoría, jugó nueve partidos y anotó tres goles. Empezó a jugar con el equipo sub-17 a partir del segundo semestre del 2014. En su primer torneo logró el subcampeonato al perder la final ante el Club de Fútbol Monterrey, y terminó como campeón goleador del torneo regular con 15 anotaciones solo por encima de su compañero de equipo, Ronaldo Cisneros, además anotó otros cuatro goles en la liguilla por el título para terminar con un registro total de 19 goles. En abril de 2015 se coronó campeón de la Dallas Cup en la categoría super sub-17 al derrotar a Monterrey en la final por marcador de 1-0, jugó los cinco partidos que disputó su equipo y anotó tres goles.
Comenzó a jugar con la categoría Sub-20 a partir del Apertura 2015 y en su primer torneo consiguió el campeonato cuando su equipo derrotó al Club Tijuana en penales. En agosto de 2016 participó en la "Copa Internacional Mitad del Mundo" en donde anotó cuatro goles en los seis partidos que disputó.

## Selección nacional

### Categorías inferiores
En 2014 recibió sus primeras convocatorias a la selección sub-17. En 2015 fue convocado para participar en la Copa Chivas Internacional, logró el segundo lugar en la tabla de goleadores con cinco anotaciones, y su selección terminó en cuarto lugar de la competencia. Fue convocado en febrero para participar en el Campeonato Sub-17 de la Concacaf de 2015. Participó en todos los encuentros como titular, anotó un gol y logró el campeonato del torneo al derrotar al anfitrión Honduras por marcador de 0-3. Participó en la Copa Mundial de Fútbol Sub-17 de 2015, jugó todos los partidos que disputó su selección y anotó un gol en cuartos de final ante la selección anfitriona, Chile. Terminó en cuarto lugar de la competencia al perder ante Bélgica.
En 2016 fue convocado por el selectivo sub-20 y logró el campeonato de la Copa Bahrain. Unos meses después se proclamó campeón del Torneo Cuatro Naciones, el cual se disputó en China, Aguirre anotó tres goles y fue nombrado mejor jugador del torneo.
El 22 de mayo de 2018; Aguirre fue incluido en la lista definitiva de los 20 jugadores sub-21 qué jugarían el Torneo Esperanzas de Toulon 2018, con sede en Francia. Disputó el "CFA Team China Chongqing Three Georges Bank Cup International Youth Football Tournament" en noviembre y se coronó campeón al obtener la mayor cantidad de puntos en el torneo.

### Participación en selección nacional
| Competición                               | Categoría                           | Sede                                | Resultado                           | Partidos | Goles |
| ----------------------------------------- | ----------------------------------- | ----------------------------------- | ----------------------------------- | -------- | ----- |
| Copa Chivas Internacional 2015            | Sub-17                              | México                              | Cuarto Lugar                        | 7        | 5     |
| Campeonato Sub-17 de 2015                 | Sub-17                              | Honduras                            | Campeón                             | 6        | 1     |
| Mundial Sub-17 de 2015                    | Sub-17                              | Chile                               | Cuarto Lugar                        | 7        | 1     |
| Torneo Cuatro Naciones 2016               | Sub-20                              | China                               | Campeón                             | 3        | 3     |
| Copa Bahrain 2016                         | Sub-20                              | Baréin                              | Campeón                             | 3        | 0     |
| Campeonato Sub-20 de 2017                 | Sub-20                              | Costa Rica                          | Tercer Lugar                        | 5        | 2     |
| Mundial Sub-20 de 2017                    | Sub-20                              | Corea del Sur                       | Cuartos de final                    | 4        | 0     |
| Esperanzas de Toulon 2018                 | Sub-21                              | Francia                             | Subcampeón                          | 5        | 7     |
| Juegos Centroamericanos y del Caribe 2018 | Sub-21                              | Barranquilla                        | Primera fase                        | 3        | 2     |
| Juegos Olímpicos 2020                     | Sub-23                              | Japón                               | Disputándose                        | 3        | 2     |
| Total parcial en selección nacional       | Total parcial en selección nacional | Total parcial en selección nacional | Total parcial en selección nacional | 46       | 23    |

## Clubes

### Estadísticas
| Club                                                                                | Div           | Temporada     | Liga nacionales(1) | Liga nacionales(1) | Liga nacionales(1) | Copas nacionales(2) | Copas nacionales(2) | Copas nacionales(2) | Torneos internacionales | Torneos internacionales | Torneos internacionales | Total | Total | Total  | Media goleadora |
| Club                                                                                | Div           | Temporada     | Part.              | Goles              | Asist.             | Part.               | Goles               | Asist.              | Part.                   | Goles                   | Asist.                  | Part. | Goles | Asist. | Media goleadora |
| ----------------------------------------------------------------------------------- | ------------- | ------------- | ------------------ | ------------------ | ------------------ | ------------------- | ------------------- | ------------------- | ----------------------- | ----------------------- | ----------------------- | ----- | ----- | ------ | --------------- |
| Tampico Madero México                                                               |               |               |                    |                    |                    |                     |                     |                     |                         |                         |                         |       |       |        |                 |
| 2.ª                                                                                 |               |               |                    |                    |                    |                     |                     |                     |                         |                         |                         |       |       |        |                 |
| A-2017                                                                              | 10            | 0             | 1                  | 0                  | 0                  | 0                   | —                   | —                   | —                       | 10                      | 0                       | 1     | 0,0   |        |                 |
| C-2018                                                                              | 13            | 3             | 0                  | 4                  | 3                  | 0                   | —                   | —                   | —                       | 17                      | 6                       | 0     | 0.33  |        |                 |
| A-2018                                                                              | 12            | 0             | 0                  | 2                  | 1                  | 0                   | —                   | —                   | —                       | 14                      | 1                       | 0     | 0.07  |        |                 |
| Total club                                                                          | Total club    | 35            | 3                  | 1                  | 6                  | 4                   | 0                   | —                   | —                       | —                       | 41                      | 7     | 1     | 0.17   |                 |
| Santos Laguna México                                                                |               |               |                    |                    |                    |                     |                     |                     |                         |                         |                         |       |       |        |                 |
| 1.ª                                                                                 |               |               |                    |                    |                    |                     |                     |                     |                         |                         |                         |       |       |        |                 |
| 2018-19                                                                             | 5             | 0             | 0                  | 0                  | 0                  | 0                   | 2                   | 1                   | 1                       | 7                       | 1                       | 1     | 0.14  |        |                 |
| 2019-20                                                                             | 14            | 3             | 0                  | 5                  | 4                  | 1                   | —                   | —                   | —                       | 19                      | 7                       | 1     | 0.37  |        |                 |
| 2020-21                                                                             | 37            | 8             | 1                  | 0                  | 0                  | 0                   | —                   | —                   | —                       | 37                      | 8                       | 1     | 0.22  |        |                 |
| 2021-22                                                                             | 30            | 5             | 2                  | 0                  | 0                  | 0                   | 2                   | 0                   | 0                       | 32                      | 5                       | 2     | 0.16  |        |                 |
| 2022-23                                                                             | 18            | 4             | 1                  | 0                  | 0                  | 0                   | 0                   | 0                   | 0                       | 18                      | 4                       | 1     | 0.22  |        |                 |
|                                                                                     | Total club    | Total club    | 104                | 20                 | 4                  | 5                   | 4                   | 1                   | 4                       | 1                       | 1                       | 113   | 25    | 5      | 0.22            |
| Atlas · México                                                                      | 1.ª           | 2023-24       | 17                 | 5                  | 0                  | -                   | -                   | -                   | -                       | -                       | -                       | 17    | 5     | 0      |                 |
| Atlas · México                                                                      | Total club    | Total club    | 17                 | 5                  | 0                  | -                   | -                   | -                   | -                       | -                       | -                       | 17    | 5     | 0      |                 |
| Total carrera                                                                       | Total carrera | Total carrera | 134                | 24                 | 4                  | 11                  | 8                   | 1                   | 4                       | 1                       | 1                       | 165   | 37    | 6      | 0.22            |
| (1)Incluye datos de la Liga de Ascenso de México (2)Incluye datos de la Copa México |               |               |                    |                    |                    |                     |                     |                     |                         |                         |                         |       |       |        |                 |

## Palmarés

### Campeonatos nacionales
| Título                            | Equipo                    | País   | Año    |
| --------------------------------- | ------------------------- | ------ | ------ |
| Primera División de México Sub-20 | Club Santos Laguna Sub-20 | México | A-2015 |

### Campeonatos internacionales
| Título                           | Equipo                     | País           | Año  |
| -------------------------------- | -------------------------- | -------------- | ---- |
| Juegos Olímpicos                 | Selección de México        | Tokio          | 2021 |
| Campeonato Sub-17 de la Concacaf | Selección de México Sub-17 | Honduras       | 2015 |
| Dallas Cup                       | Club Santos Laguna Sub-17  | Estados Unidos | 2015 |

### Campeonatos internacionales amistosos
| Título                 | Equipo                     | País    | Año  |
| ---------------------- | -------------------------- | ------- | ---- |
| Copa Bahrain           | Selección de México Sub-20 | Bahrain | 2016 |
| Torneo Cuatro Naciones | Selección de México Sub-20 | China   | 2016 |

### Distinciones individuales
| Distinción                                              | Año    |
| ------------------------------------------------------- | ------ |
| Máximo goleador de la Primera División de México Sub-17 | A-2014 |
| Mejor jugador del Torneo Cuatro Naciones                | 2016   |
| Máximo goleador del Torneo Esperanzas de Toulon         | 2018   |